# Pajurangan
Pajurangan is een bestuurslaag in het regentschap Probolinggo van de provincie Oost-Java, Indonesië. Pajurangan telt 3492 inwoners (volkstelling 2010).